# Anna Barbara Giezendanner
Pour les articles homonymes, voir Giezendanner.
Anna Barbara Giezendanner, aussi connue sous le nom de Babeli Giezendanner, née le 29 mai 1831 à Bendel et morte le 18 octobre 1905 à Hemberg, est un peintre et une dessinatrice suisse.
Elle est la première femme à marquer de son empreinte la peinture paysanne du Toggenburg.

## Biographie

### Origines et famille
Anna Barbara Gienzendanner naît le 29 mai 1831 à Bendel, localité d'Ebnat-Kappel dans le canton de Saint-Gall. Elle est originaire d'Hemberg, dans la même circonscription. Elle est la troisième d'une fratrie de neuf enfants.
Son père, Josef Gienzendanner, est agriculteur, instituteur et conseiller communal (exécutif). Sa mère, née Anna Brunner, vient de Wattwil, de la même circonscription de Toggenburg.
Elle épouse en 1861 Ulrich Aemisegger, cordonnier et agriculteur, avec qui elle a trois fils (en 1863, 1867 et 1872), qui mourront tous sans enfant.

### Parcours professionnel et artistique

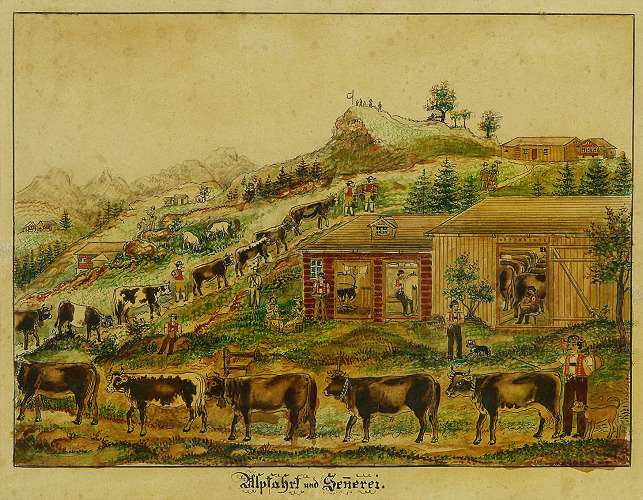
Aquarelle sur papier (plume et crayon), intitulée et représentant la montée à l'alpage et une maison d'alpage.

Initiée à l'écriture et au dessin par son père, Anna Barbara Gienzendanner travaille chez un lithographe du nom de Johann Georg Schmied à Lichtensteig, dans le canton de Saint-Gall.
Après la mort de son mari en 1873, elle subvient aux besoins de sa famille en travaillant comme tisserande et en développant ses talents pour le dessin et la peinture : paysages, scènes de la vie à l'alpage, maisons paysannes, vues villageoises, cartes-souvenirs, feuillets d'album.
Elle mène une vie errante de 1880 à 1901, puis rejoint son frère à Rheineck, dans le canton de Saint-Gall, où elle demeure jusqu'en 1904.
Première représentante de la peinture paysanne du Toggenburg et de la Suisse orientale, elle laisse une œuvre importante.

### Fin de vie et mort
Ne voulant pas être une charge pour son frère, elle finit ses jours dans un hospice de Hemberg, dans le canton de Saint-Gall, où elle meurt le 18 octobre 1905, à l'âge de 74 ans.